# Lim O-kyeong
Lim O-Kyeong (임오경 (en hanja, 林五卿), 11 de diciembre de 1971), también escrito como Im Oh-Gyeong, es una política surcoreana que anteriormente compitió como jugadora de balonmano con la selección surcoreana. 

## Trayectoria deportiva
Participó en 3 Juegos Olímpicos y su primera participación fue en el equipo nacional de Corea del Sur que venció en los Juegos Olímpicos de Verano de 1992 en Barcelona. Jugó los cinco partidos y marcó 30 goles.
En 1994 se trasladó a Japón para jugar con los Hiroshima Maple Reds. En 1996 se convirtió en jugadora-entrenadora y llevó a su equipo a un campeonato de la Liga Japonesa de Balonmano.
En 1995 fue miembro de la selección que consiguió la medalla de oro en el mundial de Budapest 1995.
En sus segundos Juegos, los Juegos Olímpicos de Verano de 1996 celebrados en Atlanta, ganó la medalla de plata. Jugó los cinco partidos y marcó 41 goles.
Ese mismo año Lim fue elegida Jugador Mundial de Balonmano del Año 1996 por la Federación Internacional de Balonmano.
En 2003 volvió a ganar una medalla en el mundial, ya que la escuadra surcoreana ganó la medalla de bronce en 2003.
En 2004, volvió a competir en los Juegos y ganó nuevamente la medalla de plata en los Juegos Olímpicos de Atenas . En la competición jugó los siete partidos y marcó 14 goles.
Además fue medalla de oro en los Juegos Asiáticos de 1994 y el Campeonato Asiático en 1991, 1993, 1995, 1997 y la de plata en 2002.
En julio de 2008 fue contratada como jugadora-entrenadora del Seoul City Hall Handball Club, convirtiéndose en la primera mujer en entrenar a un equipo profesional de balonmano en Corea del Sur.
Completó su educación superior en la Universidad Nacional del Deporte de Corea, en Seúl, donde obtuvo su título de doctorado.

## Trayectoria política
Antes de ser elegida por el Partido Demócrata fue partícipe de la junta directiva del Comité Deportivo y Olímpico de Corea. Además fue la directora no ejecutiva de la Fundación de Promoción Deportiva de Corea, financiada por el gobierno.
El gobernante Partido Demócrata se puso en contacto con ella en 2020 y la reclutó para el Distrito Gyeonggi Gwangmyeong A, cargo que revalidó en 2024.

### Historia electoral
| Elección                                      | Año  | Distrito               | Afiliación a un partido | Votos  | Porcentaje de votos | Resultados |
| --------------------------------------------- | ---- | ---------------------- | ----------------------- | ------ | ------------------- | ---------- |
| 21ª Elección General de la Asamblea Nacional  | 2020 | Gyeonggi Gwangmyeong A | Partido Demócrata       | 43.019 | 47,66%              | Ganado     |
| 22.ª Elección General de la Asamblea Nacional | 2024 | Gyeonggi Gwangmyeong A | Partido Demócrata       | 47.716 | 58,73%              | Ganado     |

## Premios y galardones
Individuales
- Orden del Mérito Deportivo del Gobierno de Corea del Sur (1992)[5]